# Bahnstrecke Hagenow Land–Schwerin
| |                                                  |                                                    |                                                    |
| Streckennummer: | Hagenow–Holthusen: 6442 Holthusen–Schwerin: 6441 |                                                    |                                                    |
| Kursbuchstrecke (DB): | 100                                              |                                                    |                                                    |
| Kursbuchstrecke: | 104a (1934) 118c (1946)                          |                                                    |                                                    |
| Streckenlänge: | 6442 : 18,647 km 6441 : 9,699 km                 |                                                    |                                                    |
| Spurweite: | 1435 mm (Normalspur)                             |                                                    |                                                    |
| Stromsystem: | 15 kV 16,7 Hz ~                                  |                                                    |                                                    |
| Streckengeschwindigkeit: | Hagenow–Schwerin Mitte: 160 km/h                 |                                                    |                                                    |
| |                                                  |                                                    |                                                    |
| \| \| \| von Hamburg \| \| \| \| \| von Hagenow \| \| \| \| 0,204 \| Hagenow Land Keilbahnhof \| Hagenow Land Keilbahnhof \| \| \| \| nach Ludwigslust \| \| \| \| 5,250 \| Kirch Jesar \| Kirch Jesar \| \| \| \| Anschluss Gasspeicher Zachun \| \| \| \| 12,500 \| Zachun \| Zachun \| \| \| 18,851 56,701 \| von Ludwigslust \| von Ludwigslust \| \| \| 56,996 \| Holthusen \| Holthusen \| \| \| 59,158 \| Schwerin Süd \| Schwerin Süd \| \| \| \| von Parchim \| \| \| \| 61,850 \| Schwerin-Görries \| Schwerin-Görries \| \| \| \| nach Sacktannen \| \| \| \| 63,108 \| Schwerin-Görries betrieblich Schwerin-Görries Nord \| Schwerin-Görries betrieblich Schwerin-Görries Nord \| \| \| 65,520 \| Schwerin Mitte \| Schwerin Mitte \| \| \| 66,400 \| Schwerin Hbf \| Schwerin Hbf \| \| \| \| nach Rehna \| \| \| \| \| nach Wismar \| \| |                                                  |                                                    |                                                    |
| Strecke |                                                  | von Hamburg                                        | von Hamburg                                        |
| Abzweig geradeaus und von links |                                                  | von Hagenow                                        | von Hagenow                                        |
| Bahnhof | 0,204                                            | Hagenow Land Keilbahnhof                           | Hagenow Land Keilbahnhof                           |
| Abzweig geradeaus und nach rechts |                                                  | nach Ludwigslust                                   | nach Ludwigslust                                   |
| Haltepunkt / Haltestelle | 5,250                                            | Kirch Jesar                                        | Kirch Jesar                                        |
| Abzweig geradeaus und von links |                                                  | Anschluss Gasspeicher Zachun                       | Anschluss Gasspeicher Zachun                       |
| Haltepunkt / Haltestelle | 12,500                                           | Zachun                                             | Zachun                                             |
| Abzweig geradeaus und von rechts | 18,851 56,701                                    | von Ludwigslust                                    | von Ludwigslust                                    |
| Bahnhof | 56,996                                           | Holthusen                                          | Holthusen                                          |
| Haltepunkt / Haltestelle | 59,158                                           | Schwerin Süd                                       | Schwerin Süd                                       |
| Abzweig geradeaus und von rechts |                                                  | von Parchim                                        | von Parchim                                        |
| Dienststation / Betriebs- oder Güterbahnhof | 61,850                                           | Schwerin-Görries                                   | Schwerin-Görries                                   |
| Abzweig geradeaus und nach links |                                                  | nach Sacktannen                                    | nach Sacktannen                                    |
| Haltepunkt / Haltestelle | 63,108                                           | Schwerin-Görries betrieblich Schwerin-Görries Nord | Schwerin-Görries betrieblich Schwerin-Görries Nord |
| Haltepunkt / Haltestelle | 65,520                                           | Schwerin Mitte                                     | Schwerin Mitte                                     |
| Bahnhof | 66,400                                           | Schwerin Hbf                                       | Schwerin Hbf                                       |
| Abzweig geradeaus und nach links |                                                  | nach Rehna                                         | nach Rehna                                         |
| Strecke |                                                  | nach Wismar                                        | nach Wismar                                        |

Die Bahnstrecke Hagenow–Schwerin ist eine zweigleisige, elektrifizierte Hauptverkehrsstrecke in Mecklenburg-Vorpommern. Sie ist nach der Bahnstrecke Berlin–Hamburg die zweitälteste Eisenbahnstrecke in Mecklenburg.

## Streckenverlauf

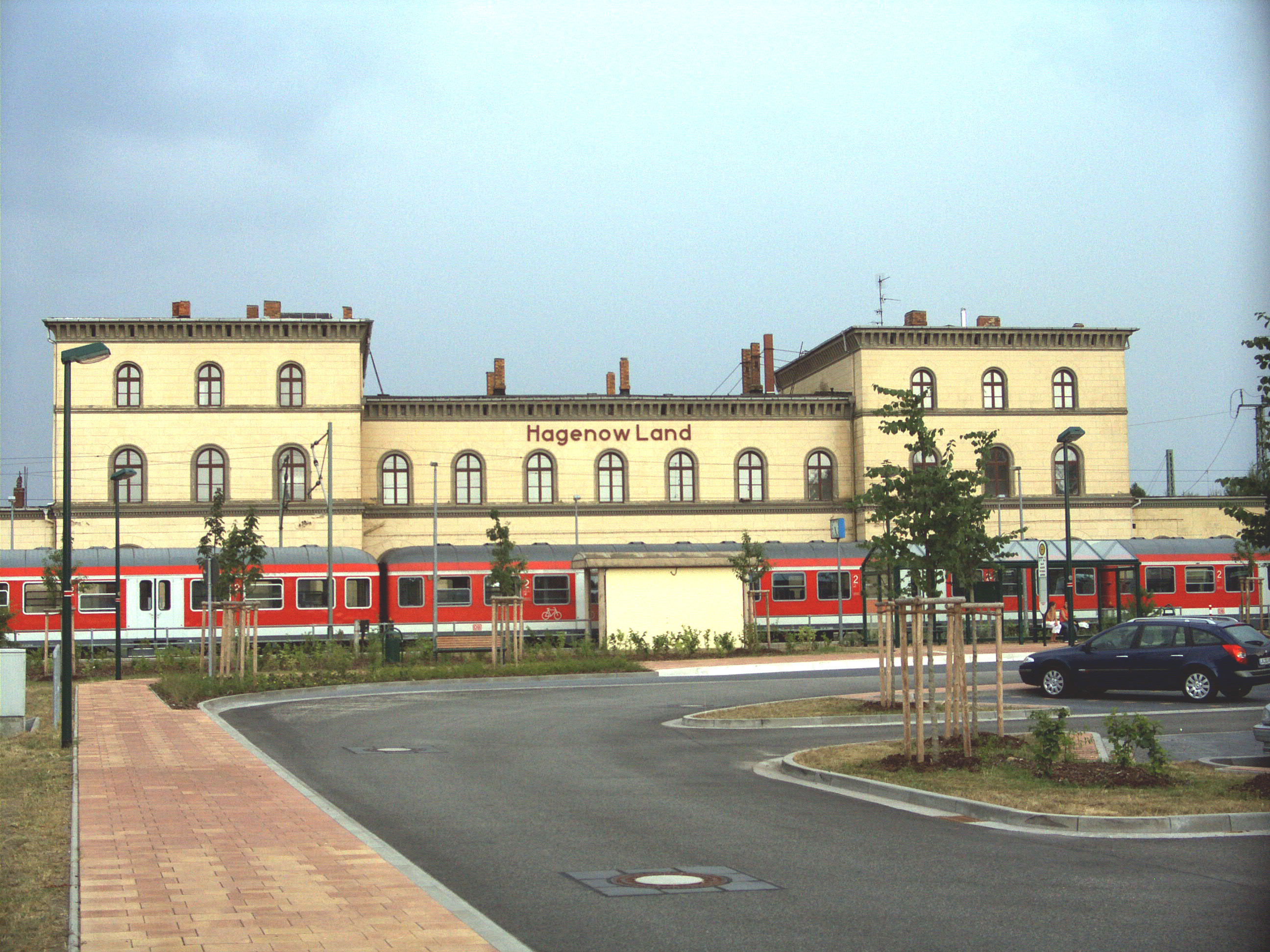
Bahnhof Hagenow Land

Vom Bahnhof Hagenow Land östlich der Kleinstadt Hagenow verläuft die Strecke nahezu geradlinig in Richtung Nordosten durch waldreiche Gebiete nach Schwerin. Ab Holthusen, wo die Strecke von Ludwigslust einmündet, geht es fast direkt nördlich in Richtung Schwerin. Vor Schwerin-Görries mündet die Strecke aus Parchim ein. Schwerin wird durch einen Graben von der Bahnstrecke durchschnitten.

## Geschichte

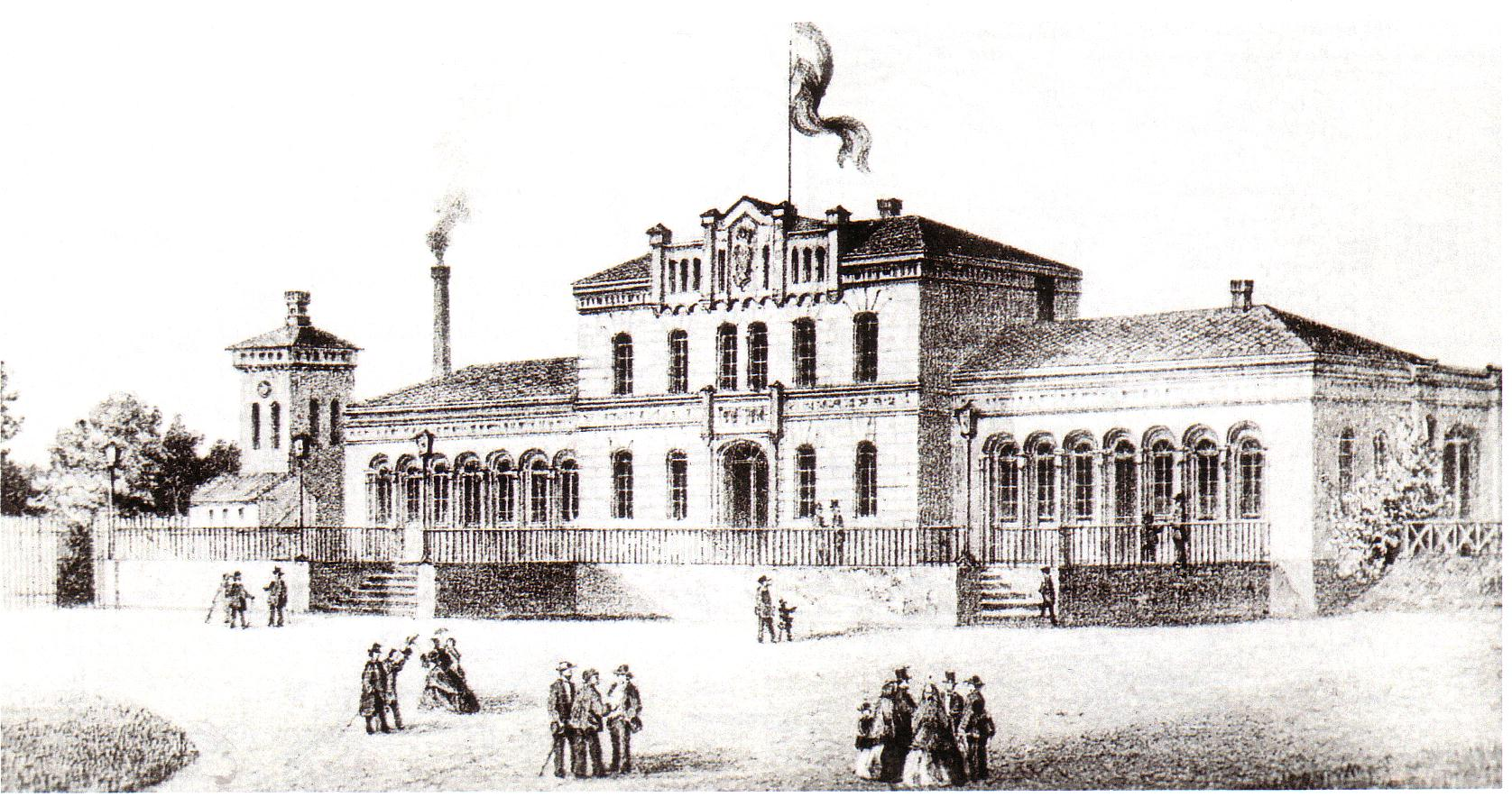
Erstes Bahnhofsgebäude in Schwerin 1847

Am 25. Februar 1846 entstand aus der zuvor gegründeten Schwerin-Wismarsche Eisenbahn-Gesellschaft, der Hagenow-Schwerin-Rostocker Eisenbahn-Gesellschaft und der Güstrow-Bützower Eisenbahn-Gesellschaft die Mecklenburgische Eisenbahngesellschaft. Mit Blick auf die bereits im Bau befindliche Berlin-Hamburger Eisenbahn, der erste  Bahnstrecke auf mecklenburgischem Boden, bewarb sich die Mecklenburgische Eisenbahn-Gesellschaft um eine Konzession zum Bau einer Bahnstrecke von Hagenow nach Schwerin, die sie am 10. März 1846 erhielt. Unmittelbar darauf begann der Streckenbau. Am 1. Mai 1847 wurde der Abschnitt Hagenow–Schwerin eröffnet, in den Folgejahren entstanden Verbindungen von Wismar, Rostock und Güstrow, die in Hagenow Land Anschluss nach Berlin und Hamburg erhielten.
Anfänglich verkehrten zwei Zugpaare am Tag zwischen Rostock und Hagenow mit Zubringern nach Wismar und Güstrow. Mit dem Bau weiterer Bahnstrecken im norddeutschen Raum sank jedoch die Bedeutung der Strecke Hagenow–Schwerin. Durch die Bahnstrecke Lübeck–Bad Kleinen wurde ab 1870 der Verkehr in Richtung Hamburg über Lübeck geführt. Seit 1888 die Verbindung von Ludwigslust nach Holthusen in Betrieb ging, verlagerte sich zudem der Verkehr in Richtung Berlin und Magdeburg auf diese etwas kürzere Strecke. Die Bahnstrecke Hagenow – Schwerin diente fortan vor allem dem lokalen Verkehr. So pendelten beispielsweise 1905 fünf Personenzugpaare zwischen Schwerin und Hagenow Land, 1934 sechs, teilweise weiter bis Wismar. In den 1980er Jahren waren es vier Zugpaare, die weiter bis zum Grenzbahnhof Schwanheide fuhren. Hinzu kam ein D-Zugpaar, ein Interzonenzug nach Hamburg.

Am 31. Dezember 1992 ereignete sich im Bahnhof von Holthusen ein schwerer Auffahrunfall, als der Schnellzug von Rostock nach Leipzig dort frontal mit einer Rangierlokomotive zusammenstieß. 

Verkehrsprojekte Deutsche Einheit (Übersichtskarte)

Nach der Deutschen Wiedervereinigung wurde die Strecke als Teil des Verkehrsprojekts Deutsche Einheit Nr. 1 (Lübeck/Hagenow Land–Rostock–Stralsund) ausgebaut. Der 18 km lange Abschnitt von Hagenow Land bis Holthusen wurde um ein zweites Gleis erweitert und elektrifiziert. Der Bahnhof Holthusen wurde so umgebaut, dass Züge von Hagenow Land Richtung Schwerin mit 160 km/h und aus Richtung Ludwigslust mit 130 km/h fahren können. Im Hauptbahnhof Schwerin wurden Bahnsteige verlängert und der Bahnhof mit einem Elektronischen Stellwerk ausgerüstet, aus dem auch der Streckenabschnitt von Hagenow Land bis Bad Kleinen gesteuert wurde. 1996 ging der ausgebaute Abschnitt in Betrieb. Die Reisezeit von Rostock über Hagenow nach Hamburg ist damit kürzer als jene über Lübeck.

## Heutige Situation
Die Strecke wird von Regionalexpress-Zügen der Linie Rostock–Hamburg (Hanse-Express) im Zweistundentakt befahren, im Berufsverkehr durch einige Verstärkerzüge ergänzt. Ebenfalls im Zweistundentakt verkehren ICE-Züge der Linie (Ostseebad Binz–)Stralsund–Rostock–Schwerin–Hamburg und weiter nach West- (Köln / Koblenz) beziehungsweise Südwestdeutschland (Karlsruhe). Zusätzliche Regionalbahnen der Linie RB 11 zwischen Schwerin und Hagenow Land, welche bis zum stadtnahen Bahnhof Hagenow durchgebunden waren, wurden zum Fahrplanwechsel im Dezember 2012 vom Land Mecklenburg-Vorpommern im Rahmen größerer Sparmaßnahmen abbestellt.
Seitdem werden die Station Kirch Jesar, Zachun und Holthusen nur noch unregelmäßig von den HVZ-Verstärkern der Linie RE 1 bedient. Zum Erreichen des letztgenannten Bahnhofs können die Linien RE 8 und RB 17 nach Ludwigslust bzw. Berlin genutzt werden.